# 利沃诺足球俱乐部
利沃诺足球俱乐部（義大利語：Associazione Sportiva Livorno Calcio）是一家位於意大利中部托斯卡納大區城市的足球俱乐部，成立於1915年，球衣為深紅色。

## 簡歷
利沃诺早年曾在意甲作战，1942/43年球季曾獲得意甲第二名。自1949年護級失敗而降級後，便再沒有升回甲組，一直都在低組別聯賽打滾。直到2004年在意乙贏得第三名以後，才再次升上甲組；翌季更意外地以第9名完成球季。在2007/08年賽季，利沃諾排名意甲聯賽最後一位，遭到降級。不過次賽季就獲得意乙聯賽第三位，并通過附加賽得以重返甲級聯賽。
在2019/20年賽季，利沃諾排名意乙聯賽最後一位，遭到降級。

## 球迷
利沃诺在成績上一直平平無奇，但最為國內人所熟悉的，便是其政治上極左的球迷，常與一些右翼組織發生衝突，特別是與拉素、國際米蘭、維羅納的球迷之間衝突尤甚。

## 榮譽
- Coppa Italia Serie C：1
  - 1986/87年：

- Coppa Toscana Eccellenza：1
  - 1991/92年；

- Campionato Serie B：2
  - 1932/33年、1936/37年；

- Campionato Serie C：3
  - 1954/55年、1963/64年（北部）、2001/02年（北部）；

- Campionato Serie C2：1
  - 1983/84年（西北部）；

- Eccellenza Toscana：1
  - 1991/92年；

## 著名球員
- （Marco Amelia）
- （Cristiano Lucarelli）
- （Giorgio Chiellini）
- （Armando Picchi）
- （Igor Protti）

## 外部連結
- 球會官方網站 （页面存档备份，存于）